# دریاچه تیتیل
دریاچه تیتیل (انگلیسی: Lake Tytyl) یک دریاچه در ناحیه خودگردان چوکوتکای کشور روسیه است.